# Vielstachliger Falterfisch
Der Vielstachlige Falterfisch (Hemitaurichthys multispinosus; Syn.: Hemitaurichthys multispinus) ist eine Art aus der Familie der Falterfische.

## Merkmale
Der Vielstachlige Falterfisch erreicht eine maximale Länge von 20,8 Zentimetern und ist einheitlich grau gefärbt.
- Flossenformel: Dorsale XVI/18–20, Anale V/15[3]

## Verbreitung
Das Verbreitungsgebiet des Vielstachligen Falterfisches beschränkt sich auf die marinen Gewässer einiger Inseln im Südpazifik: Der Fisch kommt bei Pitcairn, der Oster-Insel und der zu den Austral-Inseln gehörenden Insel Rurutu vor.

## Vorkommen und Verhalten
Der Vielstrahlige Falterfisch kommt in tiefgelegenen, dem Meer zugewandten Korallenriffen vor, wo er sich mit Artgenossen zu Schulen unterschiedlicher Größe zusammenschließt. Der Fisch hält sich in einer Tiefe von 30 bis 50 Metern auf.
Der Vielstrahlige Falterfisch ernährt sich von Zooplankton. Die Fische sind getrenntgeschlechtlich und eierlegend, wobei die Befruchtung außerhalb des Körpers stattfindet. Zur Fortpflanzungszeit sind Vielstrahlige Falterfische paarweise anzutreffen. Die Fische sind ziemlich widerstandsfähig, was sich darin widerspiegelt, dass sich ihre Population in weniger als 15 Monaten verdoppelt.

## Taxonomie und Benennung
Der Vielstachlige Falterfisch wurde zuerst 1975 vom amerikanischen Ichthyologen John Ernst Randall formell beschrieben, wobei als Typenfundort das Patch reef off Gannet Ridge an der Nordküste Pitcairns angegeben wurde. Das Artepitheton bezieht sich auf die vergleichsweise hohe Anzahl an Hartstrahlen der Rücken- und Afterflosse innerhalb der Gattung Hemitaurichthys.

## Nutzung und Gefährdung
Der Vielstachlige Falterfisch wird nur sehr selten für den Aquarienhandel gefangen. Dies scheint keine schwerwiegenden Auswirkungen auf die Population zu haben. Die IUCN stuft den Vielstachligen Falterfisch als nicht gefährdet ein. Einheimische Fischer fangen die Fische mittels Speeren und dem Piscizid Rotenon um sie als Nahrungsquelle zu nutzen.